# Marc Meiling
Marc Meiling (Stuttgart, RFA, 22 de marzo de 1962) es un deportista alemán que compitió para la RFA en judo.
Participó en dos Juegos Olímpicos de Verano en los años 1984 y 1988, obteniendo una medalla de plata en la edición de Seúl 1988 en la categoría de –95 kg. Ganó tres medallas en el Campeonato Mundial de Judo entre los años 1989 y 1993, y tres medallas en el Campeonato Europeo de Judo entre los años 1987 y 1990.

## Palmarés internacional
| Representando a la RFA   |                       |                   |           |
| Juegos Olímpicos         |                       |                   |           |
| Año                      | Lugar                 | Medalla           | Categoría |
| 1988                     | Seúl (Corea del Sur)  | Medalla de plata  | –95 kg    |
| Campeonato Mundial       |                       |                   |           |
| Año                      | Lugar                 | Medalla           | Categoría |
| 1989                     | Belgrado (Yugoslavia) | Medalla de bronce | –95 kg    |
| Campeonato Europeo       |                       |                   |           |
| Año                      | Lugar                 | Medalla           | Categoría |
| 1987                     | París (Francia)       | Medalla de bronce | –95 kg    |
| 1989                     | Helsinki (Finlandia)  | Medalla de bronce | –95 kg    |
| 1990                     | Fráncfort (RFA)       | Medalla de plata  | –95 kg    |
| Representando a Alemania |                       |                   |           |
| Campeonato Mundial       |                       |                   |           |
| Año                      | Lugar                 | Medalla           | Categoría |
| 1991                     | Barcelona (España)    | Medalla de bronce | –95 kg    |
| 1993                     | Hamilton (Canadá)     | Medalla de bronce | –95 kg    |